# Reinhard Günzel
Reinhard Günzel (* 5. Juni 1944 in Den Haag, Niederlande) ist Brigadegeneral außer Dienst der Bundeswehr. Bis zum 4. November 2003 war er Kommandeur des Kommandos Spezialkräfte. Bundesminister der Verteidigung Peter Struck (SPD) versetzte Günzel danach in den einstweiligen Ruhestand, da Günzel eine als antisemitisch kritisierte Rede des Mitgliedes des Deutschen Bundestages Martin Hohmann gelobt hatte (Hohmann-Affäre).

## Leben

### Militärische Laufbahn
Nach dem Abitur an einem humanistischen Gymnasium in Gütersloh trat Günzel 1963 beim Fallschirmjägerbataillon 261 in Lebach/Saar in die Bundeswehr ein. Nach seiner Zugführerzeit diente er zunächst als Truppenfernmelde-Offizier und als Technischer Offizier. Von 1973 bis 1982 war er Kompaniechef an den Standorten Wildeshausen, Calw und Bruchsal, nebenher studierte er Geschichte und Philosophie an der Eberhard Karls Universität Tübingen.
Ab 1982 war er stellvertretender Bataillonskommandeur des Fallschirmjägerbataillons 273 in Iserlohn, bis er 1984 für zwei Jahre als Lehrstabsoffizier für Taktik und Hörsaalleiter an die Offizierschule des Heeres nach Hannover wechselte. Von 1986 bis 1989 war er Kommandeur des Fallschirmjägerbataillons 262 in Merzig, von 1989 bis 1992 Abteilungsleiter G AMF (L) im Stab der 1. Luftlandedivision in Bruchsal.
Im Jahr 1992 übernahm Günzel als Kommandeur das Jägerregiment 54 in Trier. Er wechselte 1993 als stellvertretender Brigadekommandeur und Kommandeur Brigadeeinheiten zur Luftlandebrigade 26 in Saarlouis. Ab 1995 war er im Rang eines Obersts Brigadekommandeur der Panzergrenadierbrigade 37 in Frankenberg. Zur Panzergrenadierbrigade 37 gehörte auch das Gebirgsjägerbataillon 571 in Schneeberg. Nachdem rechtsradikale Tendenzen in diesem Verband bekannt geworden waren, mahnte Bundesverteidigungsminister Volker Rühe (CDU) Günzel 1997 ab und versetzte ihn.
Im Jahre 1998 nahm er an einem Lehrgang am NATO Defense College in Rom teil und wechselte als stellvertretender Divisionskommandeur und Kommandeur der Wehrbereichs- und Divisionstruppen des Wehrbereichskommandos II/1. Panzerdivision nach Hannover.
Am 24. November 2000 wurde Günzel zum Kommandeur des Kommandos Spezialkräfte (KSK) in Calw ernannt.

### Einstweiliger Ruhestand
Bundesverteidigungsminister Peter Struck (SPD) versetzte den Brigadegeneral 2003 in den einstweiligen Ruhestand. Günzel hatte 2003 in einem auf Bundeswehr-Briefpapier erstellten Schreiben eine anlässlich des Tags der Deutschen Einheit gehaltene Rede (Hohmann-Affäre) des Bundestagsabgeordneten Martin Hohmann (CDU) gelobt. Diese Rede war vom Zentralrat der Juden in Deutschland und weiten Teilen der politischen Öffentlichkeit sowie der Medien als antisemitisch kritisiert worden. Günzel dankte Hohmann für dessen „Mut zur Wahrheit“; Hohmann habe „der Mehrheit unseres Volkes eindeutig aus der Seele“ gesprochen.
In einem Gespräch mit der Jungen Freiheit sagte Günzel, seine Entlassung aus der Bundeswehr sei als „Exorzismus systematisch inszeniert“ worden. Die Hohmann-Affäre sei eine „beispiellose Hexenjagd“ gewesen.

### Vortragsreisen und Publizistik
Nach seiner Entlassung aus der Bundeswehr begann Günzel eine Vortragsreise. Die Vorträge konnten aufgrund heftiger Proteste teilweise nur unter Polizeischutz gehalten werden, so auch am 9. Dezember 2004 vor der Dresdner Burschenschaft Cheruscia. Das Thema lautete: „Das Ethos des Offizierskorps am Beispiel der Affäre Hohmann/Günzel“.
Nach den Terroranschlägen am 11. September 2001 spekulierte Günzel in einem Spiegel-Online-Interview, es würde bei der Festnahme des Terroristen Osama bin Laden ein Blutbad geben. Er nahm an einer Jahrestagung der Ordensgemeinschaft der Ritterkreuzträger (OdR) teil und referierte beim rechtsextremen und NPD-nahen Freundeskreis Ein Herz für Deutschland e. V.
Am 22. Mai 2004 hielt er für das Institut für Staatspolitik (IfS), bei deren 7. „Berliner Kolleg“ in Kooperation mit der Wochenzeitung Junge Freiheit im Berliner Logenhaus vor 600 Zuhörern, einen Vortrag über „das Ethos des Offiziers“; darin formulierte er Argumente gegen eine angebliche „Political Correctness“. Günzel meinte damit die „vielen Tabus, die uns verbieten, historische Wahrheiten anzusprechen“, und den „Zwang, der ‚Singularität des Holocaust‘ unsere Reverenz zu erweisen“, sowie die „Verpflichtung, die im Nürnberger Prozess von den Siegermächten getroffenen Feststellungen auf alle Zeiten anzuerkennen“. Dahinter stünden „Denkverbote“, die das „geistige Todesurteil für jede freie Gesellschaft“ seien.
Das 'Institut für Staatspolitik' und die Junge Freiheit haben einen Mitschnitt des Günzel-Vortrags vertrieben. Auf dem Video sind neben Günzel noch Karlheinz Weißmann (vom IfS), Dieter Stein (Chefredakteur der Wochenzeitung Junge Freiheit) und Fritz Schenk, Ex-Redakteur des ZDF-Magazins, zu sehen.
2004 erschien ein Gespräch Günzels mit dem damaligen Geschäftsführer des IfS Götz Kubitschek als Buch.
In dem Buch Geheime Krieger, das er 2005 gemeinsam mit dem GSG-9-Gründer Ulrich Wegener und dem ehemaligen Wehrmachtsoffizier Wilhelm Walther in dem zum Verlagskomplex des rechtsextremen Verlegers Dietmar Munier gehörenden Pour le Mérite Verlag veröffentlichte, stellte Günzel das Kommando Spezialkräfte (KSK) und seine Soldaten in die Tradition der Wehrmacht-Spezialdivision „Brandenburg“. Günzel soll bereits 1995 bei einer Gefechtsübung von seiner Truppe „Disziplin wie bei den Spartanern, den Römern oder bei der Waffen-SS“ gefordert haben.

### Privates
Günzel ist verheiratet und hat drei Kinder.

## Auszeichnungen
- Ehrenkreuz der Bundeswehr in Gold

## Veröffentlichungen
- Götz Kubitschek, Reinhard Günzel: Und plötzlich ist alles politisch. Im Gespräch mit Brigadegeneral Reinhard Günzel. 2., durchgesehene Auflage. Edition Antaios, Schnellroda 2004, ISBN 3-935063-60-1.
- Reinhard Günzel, Ulrich K. Wegener, Wilhelm Walther: Geheime Krieger. Drei deutsche Kommandoverbände im Bild. Pour le Mérite, Selent 2005, ISBN 3-932381-29-7.[11]
- Reinhard Günzel: Vorwort. In: H. Hoffmann: Die Flinte. Waffe, Werkzeug, Sportgerät. DWJ, Blaufelden 2005, ISBN 3-936632-51-0.
- Dokumentation: Der Fall Hohmann-Günzel. VHS-Video oder DVD. Berlin 2004.